# Championnat du Venezuela de football 1994-1995
Navigation
Saison 1993-1994 Saison 1995-1996
La saison 1994-1995 du Championnat du Venezuela de football est la trente-neuvième édition du championnat de première division professionnelle au Venezuela et la soixante-quinzième saison du championnat national.
La formule du championnat change complètement cette saison et comporte 3 phases :
- le Torneo Iniciación qui voit vingt-trois équipes réparties en quatre poules; elles s'affrontent deux fois, à domicile et à l'extérieur. Les quatre premiers de chaque groupe se qualifient pour la phase suivante.
- le Torneo Nacional regroupe les seize qualifiés, qui sont du même coup assurés de participer au championnat la saison suivante. Les 16 clubs sont répartis en deux groupes et affrontent deux fois leurs adversaires. Les trois premiers de chaque poule se qualifient pour la phase finale.
- le Torneo Finalización est la poule finale qui compte les six qualifiés, qui s'affrontent à nouveau deux fois. L'équipe en tête à l'issue de la compétition est sacrée championne.

C'est le club du Caracas FC, tenant du titre, qui remporte à nouveau la compétition, après avoir terminé en tête de la poule finale, avec un seul point d'avance sur Minerven FC et trois sur Trujillanos FC. C'est le troisième titre de champion de l'histoire du club, qui réussit un second doublé consécutif en s'imposant en Copa Venezuela.

## Les clubs participants
| - Maritimo Caracas - Deportivo Italia - Caracas FC - Mineros de Guayana - Atlético El Vigía - Minerven FC - Llaneros FC - Trujillanos FC - Unicol FC - Atlético San Cristóbal - Deportivo Tuy - Saman de Aragua | - Maracaibo FC - Estudiantes de Mérida - UA Táchira - Valencia FC - Atlético Zamora - Monagas SC - ULA Mérida - Anzoátegui FC - Marinos Sucre - Industriales de Ciudad Bolivar - Lara FC |

## Compétition
Le barème utilisé pour établir le classement est le suivant :
- Victoire : 2 points
- Match nul : 1 point
- Défaite : 0 point

### Torneo Iniciación
| Rang | Équipe            | Pts | J  | G | N | P | Bp | Bc | Diff |
| ---- | ----------------- | --- | -- | - | - | - | -- | -- | ---- |
| 1    | Lara FC +1        | 18  | 10 | 8 | 1 | 1 | 14 | 5  | +9   |
| 2    | Trujillanos FC +1 | 14  | 10 | 6 | 1 | 3 | 20 | 15 | +5   |
| 3    | Atlético El Vigía | 13  | 10 | 5 | 3 | 2 | 14 | 7  | +7   |
| 4    | Unicol FC         | 8   | 10 | 3 | 2 | 5 | 10 | 13 | -3   |
| 5    | Maracaibo FC      | 6   | 10 | 1 | 4 | 5 | 7  | 13 | -6   |
| 6    | ULA Mérida        | 3   | 10 | 1 | 1 | 8 | 14 | 26 | -12  |

| Rang | Équipe                 | Pts | J | G | N | P | Bp | Bc | Diff |
| ---- | ---------------------- | --- | - | - | - | - | -- | -- | ---- |
| 1    | UA Táchira +1          | 12  | 8 | 4 | 3 | 1 | 10 | 6  | +4   |
| 2    | Estudiantes de Mérida  | 8   | 8 | 3 | 2 | 3 | 9  | 10 | -1   |
| 3    | Llaneros FC            | 8   | 8 | 2 | 4 | 2 | 4  | 5  | -1   |
| 4    | Atlético San Cristóbal | 7   | 8 | 2 | 3 | 3 | 5  | 6  | -1   |
| 5    | Atlético Zamora        | 6   | 8 | 2 | 2 | 4 | 6  | 7  | -1   |

| Rang | Équipe              | Pts | J  | G | N | P | Bp | Bc | Diff |
| ---- | ------------------- | --- | -- | - | - | - | -- | -- | ---- |
| 1    | Caracas FCT +1      | 16  | 10 | 8 | 0 | 2 | 20 | 7  | +13  |
| 2    | Maritimo Caracas +1 | 15  | 10 | 6 | 2 | 2 | 16 | 11 | +5   |
| 3    | Deportivo Italia    | 11  | 10 | 4 | 3 | 3 | 15 | 15 | 0    |
| 4    | Deportivo Tuy       | 10  | 10 | 5 | 0 | 5 | 21 | 12 | +9   |
| 5    | Valencia FC         | 8   | 10 | 2 | 4 | 4 | 12 | 11 | +1   |
| 6    | Saman de Aragua     | 1   | 10 | 0 | 1 | 9 | 3  | 31 | -28  |

| Rang | Équipe                      | Pts | J  | G | N | P  | Bp | Bc | Diff |
| ---- | --------------------------- | --- | -- | - | - | -- | -- | -- | ---- |
| 1    | Mineros de Guayana          | 18  | 10 | 8 | 2 | 0  | 27 | 6  | +21  |
| 2    | Monagas SC                  | 14  | 10 | 5 | 4 | 1  | 11 | 6  | +5   |
| 3    | Minerven FC +1              | 13  | 10 | 5 | 2 | 3  | 27 | 11 | +16  |
| 4    | Anzoátegui FC               | 11  | 10 | 4 | 3 | 3  | 20 | 13 | +7   |
| 5    | Marinos Sucre               | 5   | 10 | 2 | 1 | 7  | 14 | 28 | -14  |
| 6    | Industriales Ciudad Bolivar | 0   | 10 | 0 | 0 | 10 | 4  | 39 | -35  |

- Six équipes ayant participé à la poule finale de la Copa Venezuela obtiennent un point de bonus.

### Torneo Nacional
| Rang | Équipe                 | Pts   | J  | G | N | P | Bp | Bc | Diff |
| ---- | ---------------------- | ----- | -- | - | - | - | -- | -- | ---- |
| 1    | Mineros de Guayana     | 31    | 14 | 9 | 4 | 1 | 38 | 16 | +22  |
| 2    | Caracas FCT +2         | 30    | 14 | 8 | 4 | 2 | 18 | 13 | +5   |
| 3    | Trujillanos FC +1.75   | 23.75 | 14 | 7 | 1 | 6 | 23 | 17 | +6   |
| 4    | Atlético El Vigía      | 23    | 14 | 6 | 5 | 3 | 23 | 17 | +6   |
| 5    | Estudiantes de Mérida  | 17    | 14 | 4 | 5 | 5 | 19 | 18 | +1   |
| 6    | Atlético San Cristóbal | 12    | 14 | 2 | 6 | 6 | 10 | 23 | -13  |
| 7    | Deportivo Italia       | 11    | 14 | 2 | 5 | 7 | 11 | 20 | -9   |
| 8    | Anzoátegui FC          | 7     | 14 | 1 | 4 | 9 | 6  | 18 | -12  |

| Rang | Équipe           | Pts   | J  | G | N | P | Bp | Bc | Diff |
| ---- | ---------------- | ----- | -- | - | - | - | -- | -- | ---- |
| 1    | Minerven FC +1   | 29    | 14 | 8 | 4 | 2 | 32 | 27 | +5   |
| 2    | Maritimo Caracas | 27    | 14 | 7 | 6 | 1 | 22 | 11 | +11  |
| 3    | UA Táchira +1.5  | 24.5  | 14 | 6 | 5 | 3 | 25 | 17 | +8   |
| 4    | Monagas SC       | 24    | 14 | 7 | 3 | 4 | 23 | 17 | +6   |
| 5    | Lara FC +1.25    | 19.25 | 14 | 5 | 3 | 6 | 15 | 17 | -2   |
| 6    | Llaneros FC      | 12    | 14 | 2 | 6 | 6 | 14 | 26 | -12  |
| 7    | Unicol FC        | 10    | 14 | 2 | 4 | 8 | 11 | 17 | -6   |
| 8    | Deportivo Tuy    | 9     | 14 | 2 | 3 | 9 | 13 | 33 | -20  |

- Les clubs du Maritimo Caracas et de Monagas SC ne peuvent pas participer à la phase finale car leur stade n'est pas homologué.
- Les cinq premiers de la Copa Venezuela obtiennent un bonus respectif de 2, 1.75, 1.5, 1.25 et 1 point.

### Torneo Finalización
| Rang | Équipe             | Pts | J  | G | N | P | Bp | Bc | Diff |
| ---- | ------------------ | --- | -- | - | - | - | -- | -- | ---- |
| 1    | Caracas FCTC       | 17  | 10 | 5 | 2 | 3 | 13 | 9  | +4   |
| 2    | Minerven FC        | 16  | 10 | 5 | 1 | 4 | 21 | 16 | +5   |
| 3    | Trujillanos FC     | 14  | 10 | 4 | 2 | 4 | 14 | 17 | -3   |
| 4    | Lara FCP           | 13  | 10 | 3 | 4 | 3 | 12 | 14 | -2   |
| 5    | Mineros de Guayana | 12  | 10 | 3 | 3 | 4 | 13 | 12 | +1   |
| 6    | UA Táchira         | 11  | 10 | 3 | 2 | 5 | 16 | 21 | -5   |

|  | Qualification pour la Copa Libertadores 1996 |
|  | Qualification pour la Copa CONMEBOL 1995     |

## Bilan de la saison
| Championnat du Venezuela de football 1994-1995 |                            |
| Champion                                       | Caracas FC (3e titre)      |
| Coupes et trophées                             |                            |
| Vainqueur de la Coupe du Venezuela 1994-1995   | Caracas FC                 |
| Qualifications continentales                   |                            |
| Copa Libertadores 1996                         | Caracas FC                 |
| Copa Libertadores 1996                         | Minerven FC                |
| Copa CONMEBOL 1995                             | Mineros de Guayana         |
| Promotions et relégations                      |                            |
| Promus en Primera División                     | Atlético Zamora ULA Mérida |
| Relégués en Segunda A                          | 5 clubs                    |